# Sagittaria guayanensis
Sagittaria guayanensis är en svaltingväxtart som beskrevs av Carl Sigismund Kunth. Sagittaria guayanensis ingår i släktet pilbladssläktet, och familjen svaltingväxter.

## Underarter
Arten delas in i följande underarter:
- S. g. guayanensis
- S. g. lappula